# 阿里亚诺-伊尔皮诺
阿里亚诺-伊尔皮诺（義大利語：Ariano Irpino），是意大利阿韦利诺省的一个市镇。总面积185.52平方公里，人口23152人，人口密度124.8人/平方公里（2009年）。ISTAT代码为064005。